# 北川口站

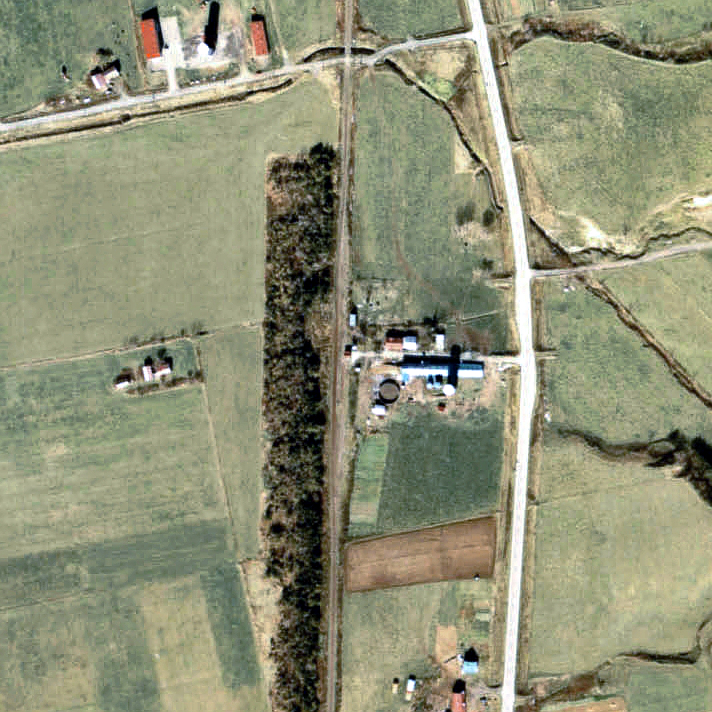
1977年的北川口站與方圓約500米範圍。上方為幌延方向。與更岸站和丸松站一樣，原本設有1面2線的島式月台。隨著車站無人化，車站後方變成側線。車站大樓更換為簡易結構。車站沒有位於特別位置，融入至牧場的一部分，圖中找不到處理貨物的場地。

北川口站（日语：／ Kita-Kawaguchi eki */?）是位於北海道天鹽郡天鹽町字川口，日本國有鐵道（國鐵）的羽幌線車站（廢站）。隨著羽幌線廢線，車站在1987年（昭和62年）3月30日廢除。

## 歷史
- 1935年（昭和10年）6月30日 - 鐵道省天鹽線幌延站至天鹽站之間開通[1]，當時為一般車站。
- 1949年（昭和24年）6月1日 - 日本國有鐵道成立，成為日本國有鐵道車站。
- 1958年（昭和33年）10月18日 - 天鹽線編入羽幌線，羽幌線全線開通，成為羽幌線的車站。
- 1970年（昭和45年）9月7日 - 結束貨物、行李處理，成為無人車站（簡易委託化）[2]。
- 1987年（昭和62年）3月30日 - 羽幌線全線廢除，此站也廢除。

### 站名的由來
車站位於天鹽川口北邊，因而得名。

## 車站構造
截至車站廢除前，車站是一座地面車站，設有1面1線的島式月台（只使用單面）。月台位於路軌東邊（幌延方向的列車會開啟右邊車門）。
此站是無人車站。在有人車站時代還有車站大樓。與力晝站、更岸站屬同款大樓，都是膠囊型車站大樓。車站大樓位於站內東北邊，與月台北邊設有通道。由於車站沒有人當值，因此委托站前的牧場負責售票。
部分普通列車通過此站（在1986年（昭和61年）11月1日時間表修正（廢除前的時間表），上下行各有1班列車通過。

## 車站周邊
- 國道232號（日语：国道232号）（天賣国道/日本海奧羅龍線（日语：日本海オロロンライン））
- 天鹽川
- 北川口觀景台

## 現況
截至2001年（平成13年）和2010年（平成22年），於牧場後方變為空地。

## 相鄰車站
日本國有鐵道
羽幌線
天鹽－（中川口臨時乘降場）－北川口－振老
曾經在此站至振老站之間曾經設有西振老臨時乘降場（日语：／），在1956年（昭和31年）5月1日啟用，在1970年（昭和45年）9月7日廢除。

## 注腳
1. 1 2   第1版. 札幌市: 日本國有鐵道北海道總局. 1973-03-25: 110. ASIN B000J9RBUY （日语）.
2. 1 2 3 4  書籍《国鉄全線各駅停車1 北海道690駅》（小學館，1983年7月發行）203頁。
3. ↑  書籍《北海道の鉄道廃線跡》（著：本久公洋，北海道新聞社，2011年9月發行）224頁。
4. ↑  時刻表《JNR編集 時刻表 1987年4月号》（弘濟出版社，1987年4月發行）JR新聞13頁。
5. ↑  書籍《鉄道廃線跡を歩くVIII》（JTB出版，2001年8月發行）38-39頁。
6. ↑  書籍《新 鉄道廃線跡を歩く1 北海道・北東北編》（JTB出版，2010年4月發行）44,46頁。